# عروس قرضی
عروس قرضی (ترکی استانبولی: Eğreti Gelin) فیلمی در ژانر درام به کارگردانی عاطیف ییلماز است که در سال ۲۰۰۵ منتشر شد. از بازیگران آن می‌توان به مژده آر، متین آکپینار، نورگل یشیلچای، و فیکرت هاکان اشاره کرد.